# Ampedus tonkinensis
Ampedus tonkinensis là một loài bọ cánh cứng trong họ Elateridae. Loài này được Schimmel miêu tả khoa học năm 1993.